# 第十五阿波罗军团
第十五阿波罗军团（英語：Legio XV Apollinaris）古罗马军队建制名称。由屋大维于公元前41年（一说公元前40年）建立并存在至5世纪。该军团曾先后参加犹太战争、达契亚战争、罗马-波斯战争等一系列相关军事活动，具有重要地影响与积极意义。

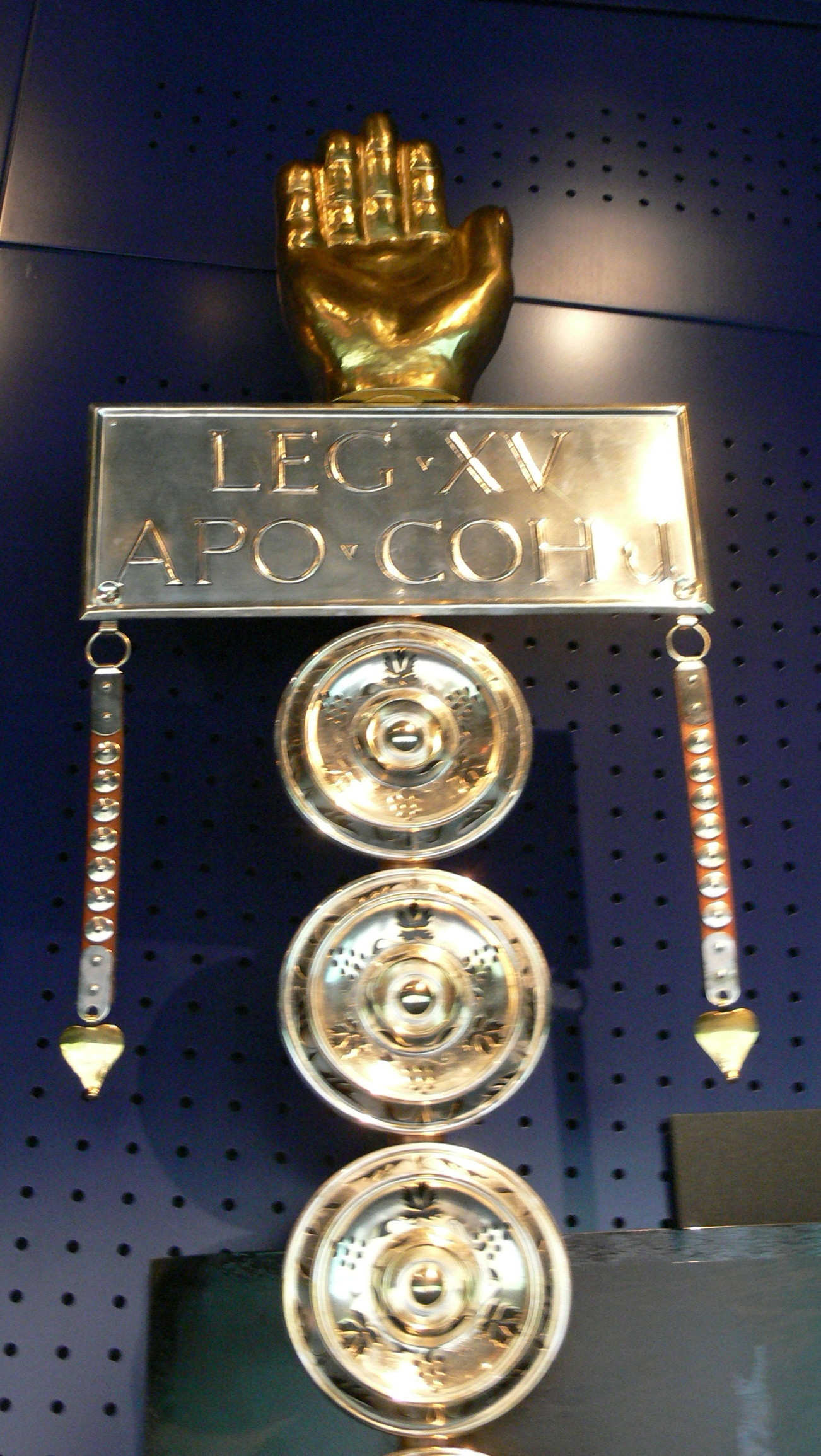
相关文物